# Große Kongo-Spitzmaus
Die Große Kongo-Spitzmaus (Congosorex polli) ist nur von einem einzigen Exemplar bekannt, das 1955 in der Provinz Kasai-Occidental in der Demokratischen Republik Kongo gefunden wurde. Sie wurde zunächst als Angehörige der Afrikanischen Waldspitzmäuse (Myosorex) beschrieben und 1956 Typusart der Kongo-Spitzmäuse (Congosorex). 
Der Artzusatz im wissenschaftlichen Namen ehrte den belgischen Zoologen Max Poll.

## Merkmale
Große Kongo-Spitzmäuse sind kleine Spitzmäuse mit einem kurzen Schwanz. Die Kopf-Rumpf-Länge des einzigen bekannten Exemplars lag bei 6 cm, die Schwanzlänge betrug 2,4 cm. Das Tier war mit einem einfarbigen braunen Fell bedeckt. Der Kopf ist verglichen mit dem übrigen Körper relativ lang. Die Augen sind klein und  liegen im Fell verborgen. Die Ohren sind klein aber großer als die der Kleinen Kongo-Spitzmaus (Congosorex verheyeni). Die Vorderfüße sind kurz, ihre Oberseite ist von großen Schuppen bedeckt. Die Hinterfüße sind kurz, besitzen kurze Krallen und auch hier ist die Oberseite von großen Schuppen bedeckt. Der kurze Schwanz ist auf seiner gesamten Länge mit kurzen, schwarzen Haaren bedeckt. Der Schädel ist kurz, die Maxillare schmal, der Abstand der Orbita ist groß und der Hirnschädel ist breit und wirkt aufgeblasen.

## Lebensweise
Über die Lebensweise dieser Spitzmäuse so gut wie nichts bekannt. Der Fundort des einzigen bekannten Exemplars besteht einer Savanne, die mosaikartig mit Regenwaldgebieten und Galeriewäldern durchsetzt ist.
Der Gefährdungsgrad der Art ist nicht bekannt, die IUCN listet sie unter „unzureichende Datenlage“ (Data deficient).